# Wetboek van Strafrecht BES
Het Wetboek van Strafrecht BES beschrijft het strafrecht zoals dat geldt op de Nederlandse eilanden Bonaire, Sint Eustatius en Saba in de Caraïbische Zee, de zogenaamde BES-eilanden. 
In oktober 2010 vond er een bestuurlijke overgang van de BES-eilanden plaats waarna deze bij de grondwetswijziging van 2017 de status van Caribische openbare lichamen binnen Nederland kregen in plaats van als apart land, de Nederlandse Antillen, binnen het Koninkrijk te opereren.  Bij deze overgang is er besloten om bij het recht, rechtspraak en andere bestuurlijke regelgeving in de nieuwe gemeentes deels rekening te houden met reeds bestaande lokale regelgeving, procedures en gebruiken. Ook het Wetboek van Strafrecht voor de BES-eilanden wijkt op sommige punten af van het Nederlandse wetboek.